# Arabis carduchorum
Arabis carduchorum är en korsblommig växtart som beskrevs av Pierre Edmond Boissier. Arabis carduchorum ingår i släktet travar, och familjen korsblommiga växter. Inga underarter finns listade i Catalogue of Life.